# Vojtěch Mátl
Vojtěch Mátl (* 8. února 1978 Ústí nad Orlicí)
 je český římskokatolický duchovní a ceremoniář.

## Život
Vojtěch Mátl začal být aktivní v církvi již v mládí, ve 13 letech se stal kostelníkem a taktéž vedl ministranty. V roce 1992 se stal příležitostným ceremoniářem biskupa Karla Otčenáška, po maturitě v roce 1997 nastoupil pracovně na hradecké biskupství, od roku 2001 byl ceremoniářem tehdejšího královéhradeckého biskupa Dominika Duky. Od téhož roku vedl Útvar zvláštních služeb, který zajišťoval pořádání nábožensko-společenských akcí v diecézi i mimo ni. Poté, co se stal Dominik Duka pražským arcibiskupem, pokračuje jako ceremoniář v Praze, kde i řídí sekretariát arcibiskupa. V roce 2011 se podílel na organizaci státního pohřbu Václava Havla. Dne 9. srpna 2013 přijal v kostele Nanebevzetí Panny Marie v Ústí nad Orlicí z rukou Dominika Duky jáhenské svěcení. Po jmenování pražského arcibiskupa Jana Graubnera vykonává dále funkci ceremonáře. 
Vojtěch Mátl je ženatý a má čtyři děti.

## Ocenění
Roku 2015 obdržel od papeže Františka záslužné vyznamenání Bene merenti. Roku 2022 obdržel za „významnou spolupráci s Vojenskou kanceláří prezidenta republiky“ Záslužný kříž náčelníka vojenské kanceláře prezidenta republiky II. stupně.